# Réserve naturelle nationale des Sept-Îles
La réserve naturelle nationale des Sept-Îles (RNN32) est une réserve naturelle nationale située en Bretagne dans les Côtes-d'Armor. Elle a été classée en 1976 sur une surface de 320 ha répartie sur cinq îles principales. En 2023, le périmètre est étendu à 19 700 ha en englobant une large surface maritime ainsi que l'île Tomé et l'archipel des Triagoz. Elle protège d'importantes colonies d'oiseaux marins en particulier de Fou de Bassan, de Macareux moine, de Puffin des Anglais et de Petit Pingouin.

## Localisation

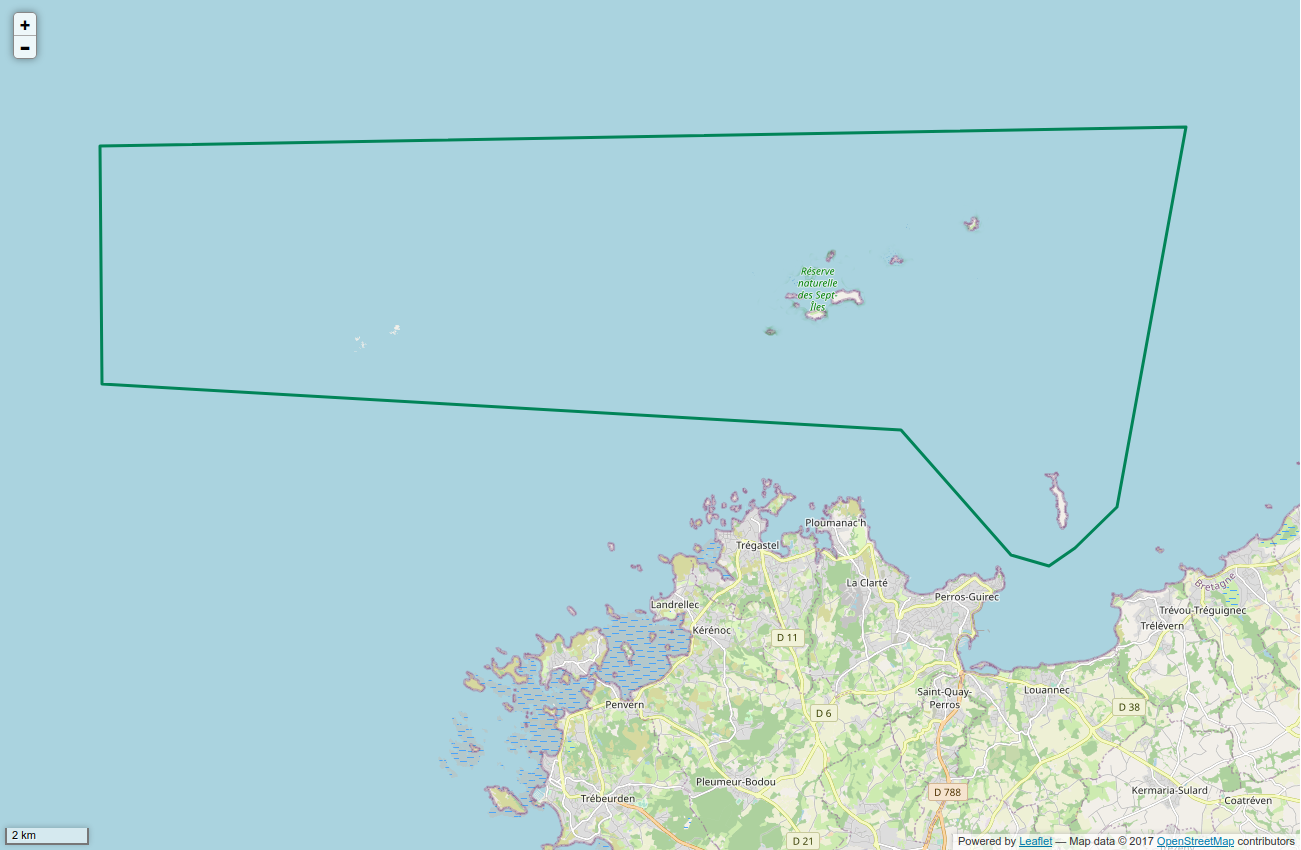
Périmètre de la réserve naturelle.

La réserve naturelle des Sept-Îles s'étend sur tout l'archipel des Sept-Îles, situé au large de Perros-Guirec dans les Côtes-d'Armor, en Bretagne. Il englobe depuis juillet 2023 l'île Tomé et le plateau des Triagoz. Sa superficie terrestre est de 71 ha, sa zone maritime d'environ 19 629 ha, répartie sur un plateau rocheux granitique.
Elle comprend les îles suivantes :
- L'île Bono (21,6 ha)
- L'île Plate (5 ha)
- L'île aux Moines (9,4 ha)
- L'île Malban (1,2 ha)
- L'île Rouzic (3,3 ha)
- Le Cerf
- Les Costans
- L'île Tomé
- l'archipel des Triagoz

## Histoire du site et de la réserve

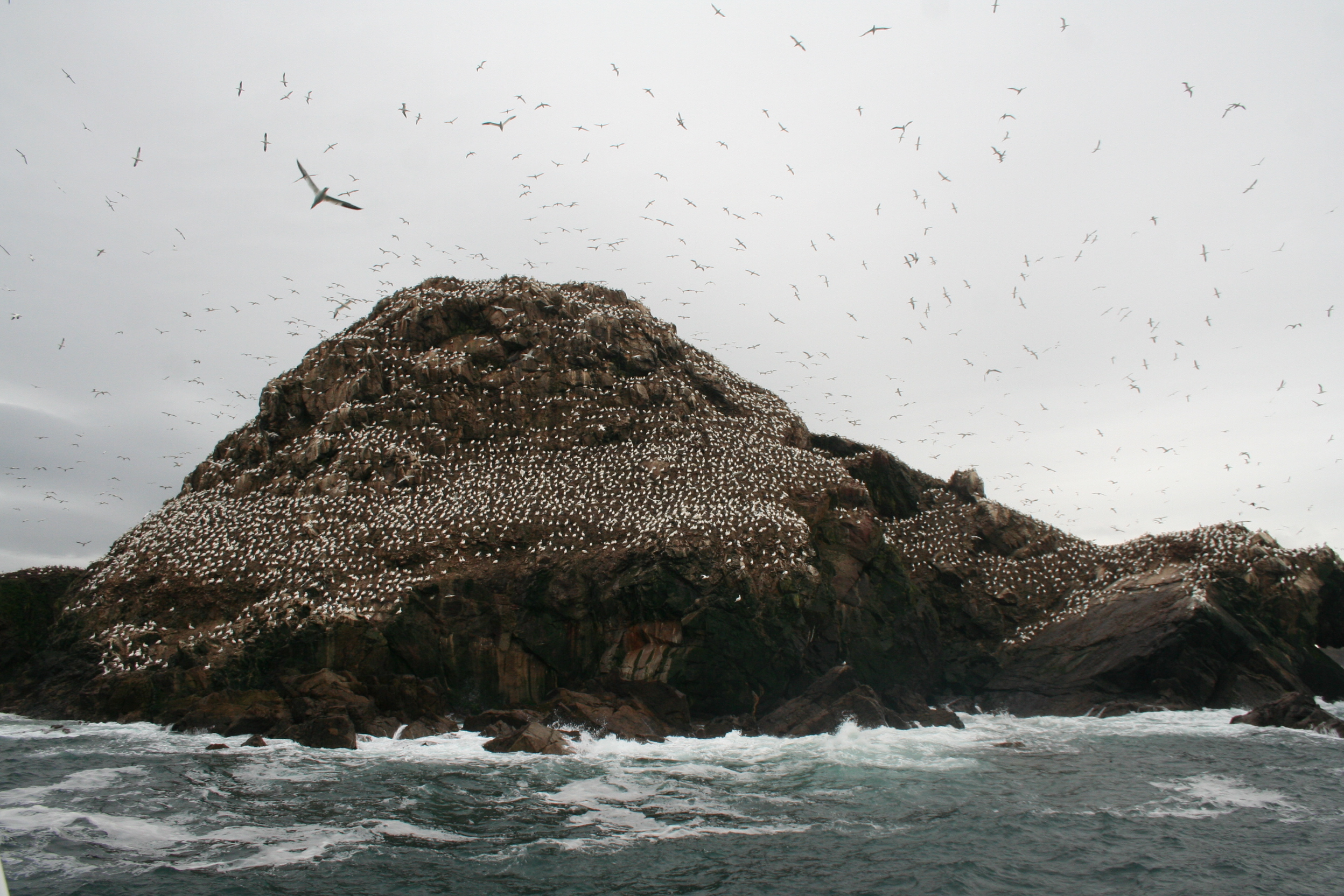
L'île Rouzic.

L'île aux Moines étant la seule île de l'archipel à posséder de l'eau douce en permanence, elle a été habitée irrégulièrement. Elle possède un phare et un fort du XVIIIe siècle.
En 1910, la Compagnie des chemins de fer de l'Ouest organise des excursions de chasse dont l'objet est de tirer sur les macareux moines qui colonisent les Sept-Îles, afin d'exposer leurs becs comme trophées de chasse rapportés de ces safaris. En deux ans, leur nombre passe ainsi de 20 000 à 2 000 oiseaux. Une poignée de défenseurs de la nature s'en émeut et obtient que la chasse des oiseaux soit officiellement interdite sur l'archipel. La première réserve ornithologique privée est créée en 1912 sous l'appellation de site naturel protégé. Elle est classée réserve naturelle nationale depuis 1976,.
En 1939, un premier groupe de Fous de Bassan vient s'établir dans l'archipel.
Eu égard à son histoire, elle peut être considérée comme la plus ancienne réserve naturelle en France, à vocation zoologique.

## Écologie (biodiversité, intérêt écopaysager…)
L'intérêt du site est essentiellement ornithologique (23 000 couples d'oiseaux et 27 espèces nicheuses). Il s'agit de la plus importante réserve naturelle du littoral français. L'île Rouzic est le seul lieu de nidification en France du Fou de Bassan (21 880 couples de janvier à septembre), et accueille en période de reproduction la quasi-totalité des effectifs français du Macareux moine (200 couples en 2011, nichant de mars à juillet), du Puffin des Anglais (157 couples en 2010), et du Petit Pingouin (32 couples en 2010, nichant de février à juillet).

### Faune
Outre les espèces mentionnées ci-dessus, on compte aussi d'autres nicheurs comme le Goéland argenté (1 406 couples de décembre à septembre), le Goéland brun (643 couples), le Cormoran huppé (373 couples de décembre à août), le Guillemot de troïl (36 couples de février à juillet), le Fulmar boréal (85 couples de décembre à septembre), la Sterne pierregarin (40 couples), l'Huîtrier pie (75 couples), la Mouette tridactyle, etc.
S'y trouve aussi une colonie d'une trentaine de phoques gris, sédentaires.
D'après des études publiées en 2022, l'archipel de sept îles est une zone refuge pour de nombreux oiseaux marin, qui abrite 99,9 % des Fous de Bassan, 98 % des macareux moine, 83 % des puffins des Anglais et 78 % des pingouins Torda de l'effectif national.
En 2022, une épidémie de grippe aviaire s'abat sur l'île et décime 80 % des poussins de Fous de Bassan.

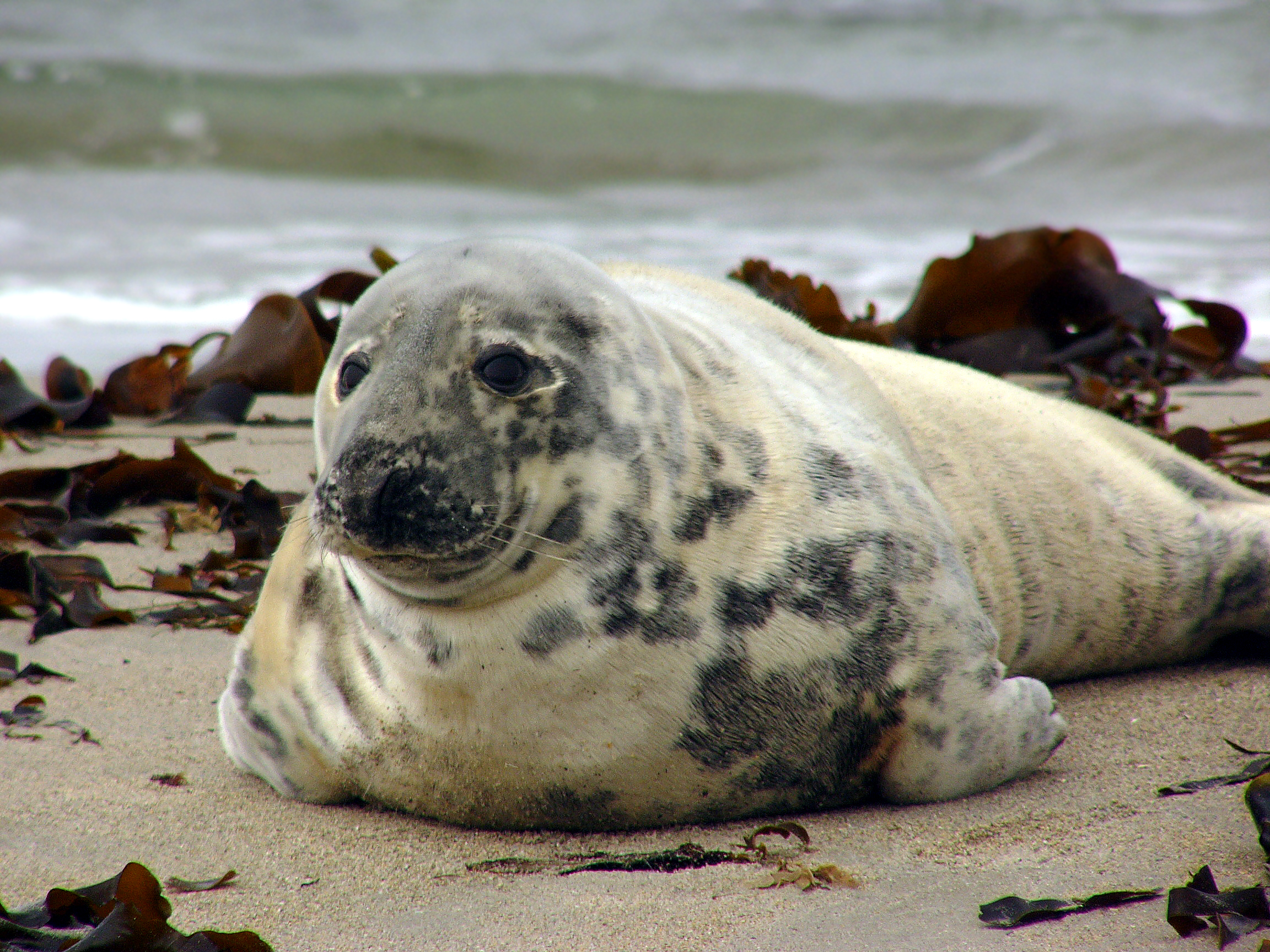
Phoque gris.
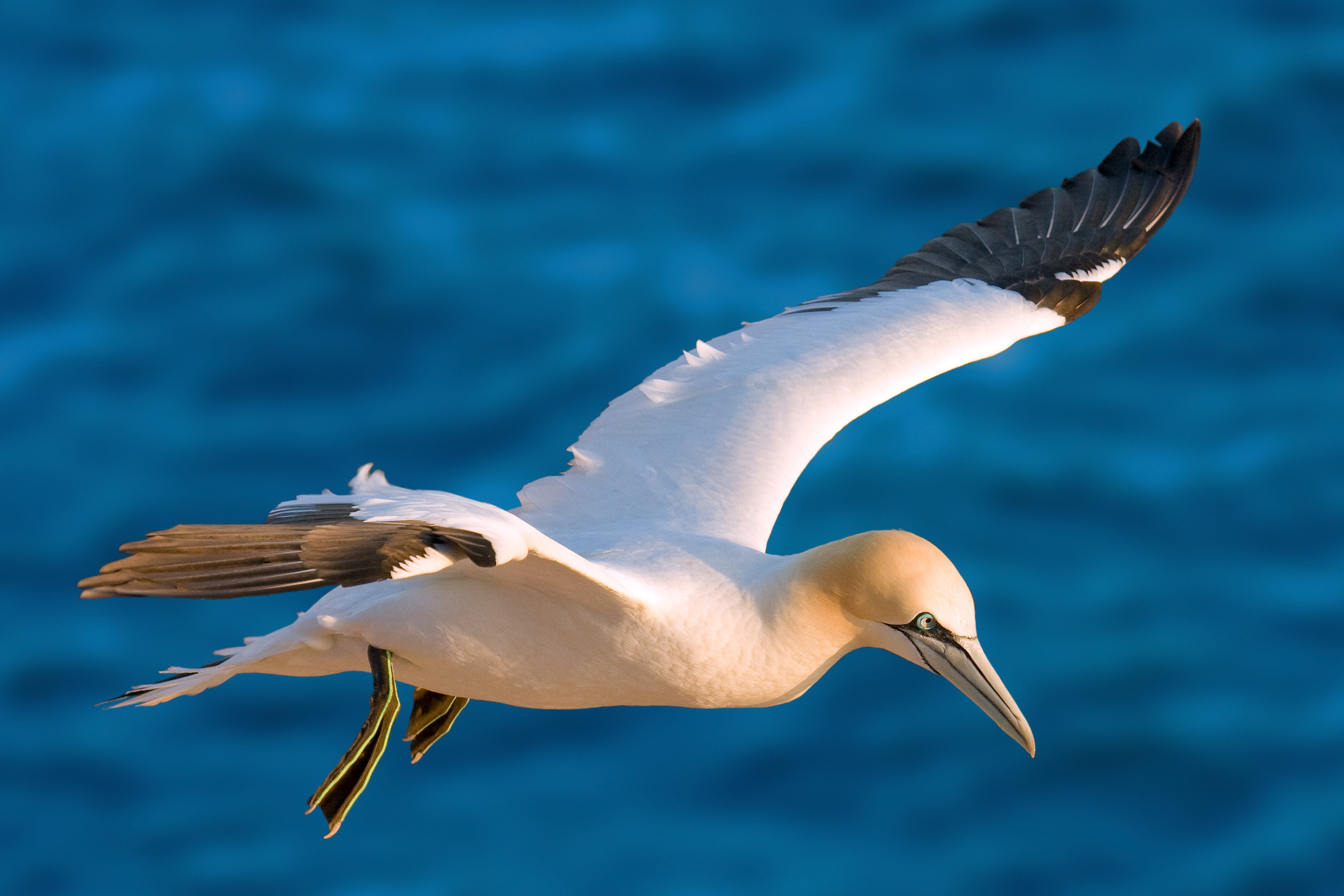
Fou de Bassan en vol.
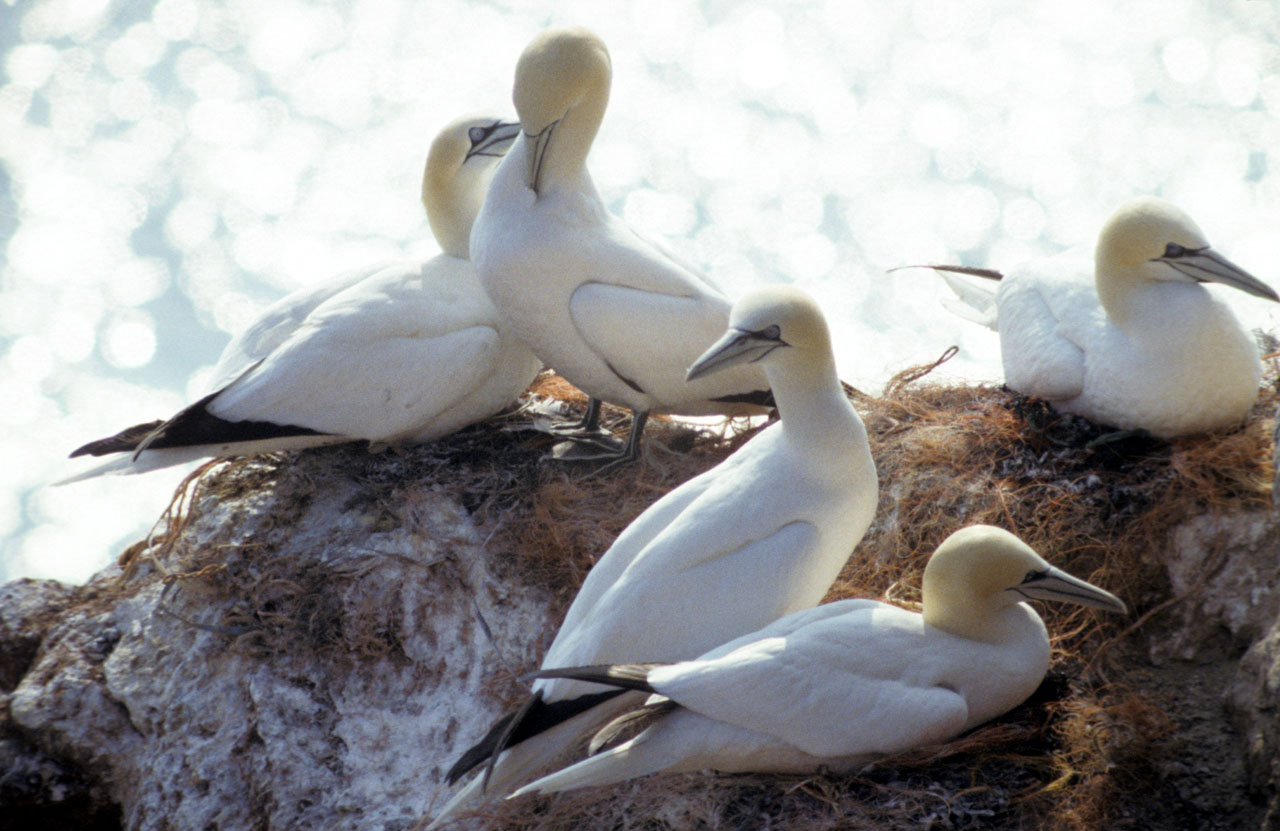
Fous de Bassan au nid.
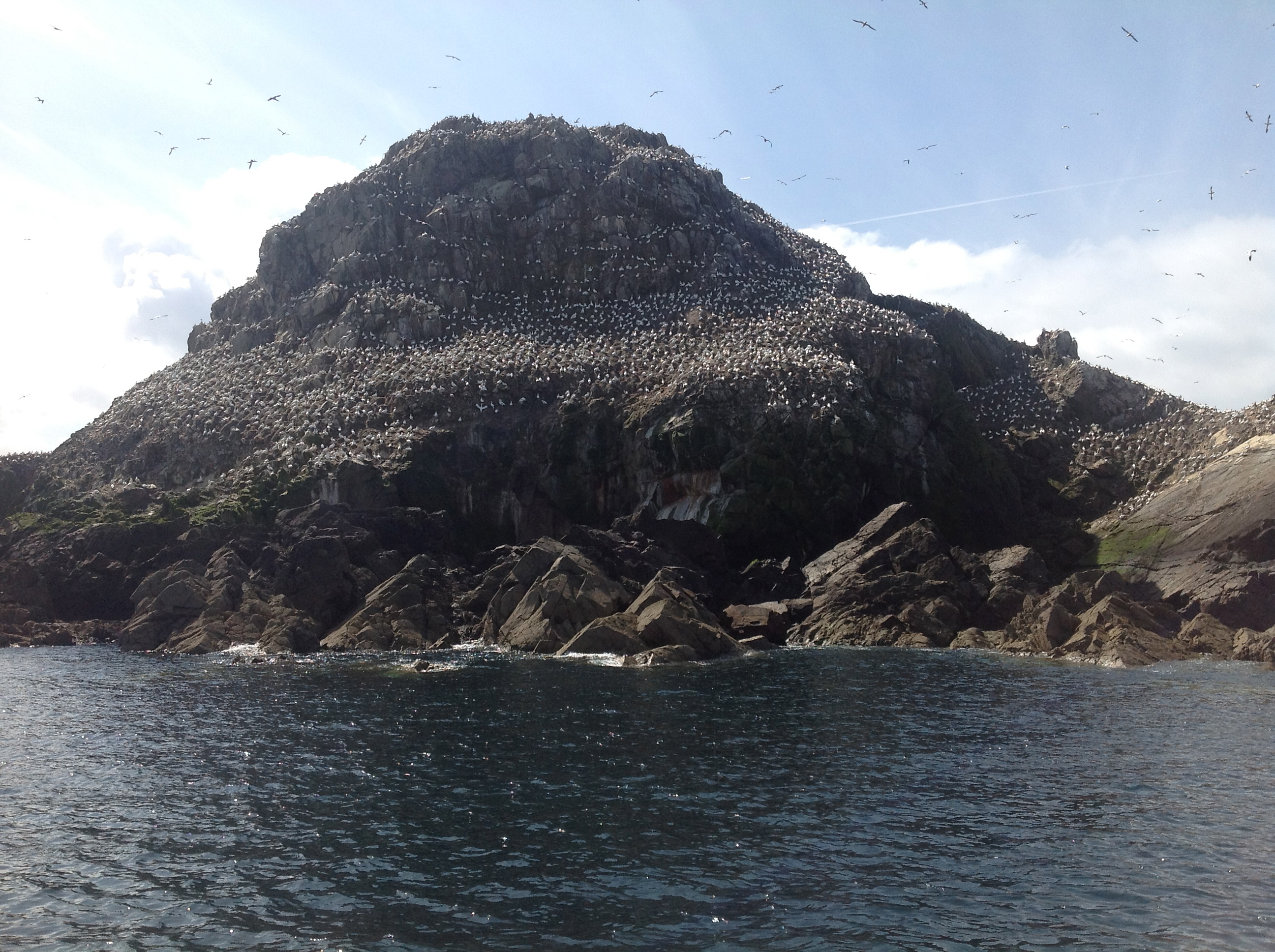
Colonie de fous de Bassan sur l’île Rouzic, fin d’été.
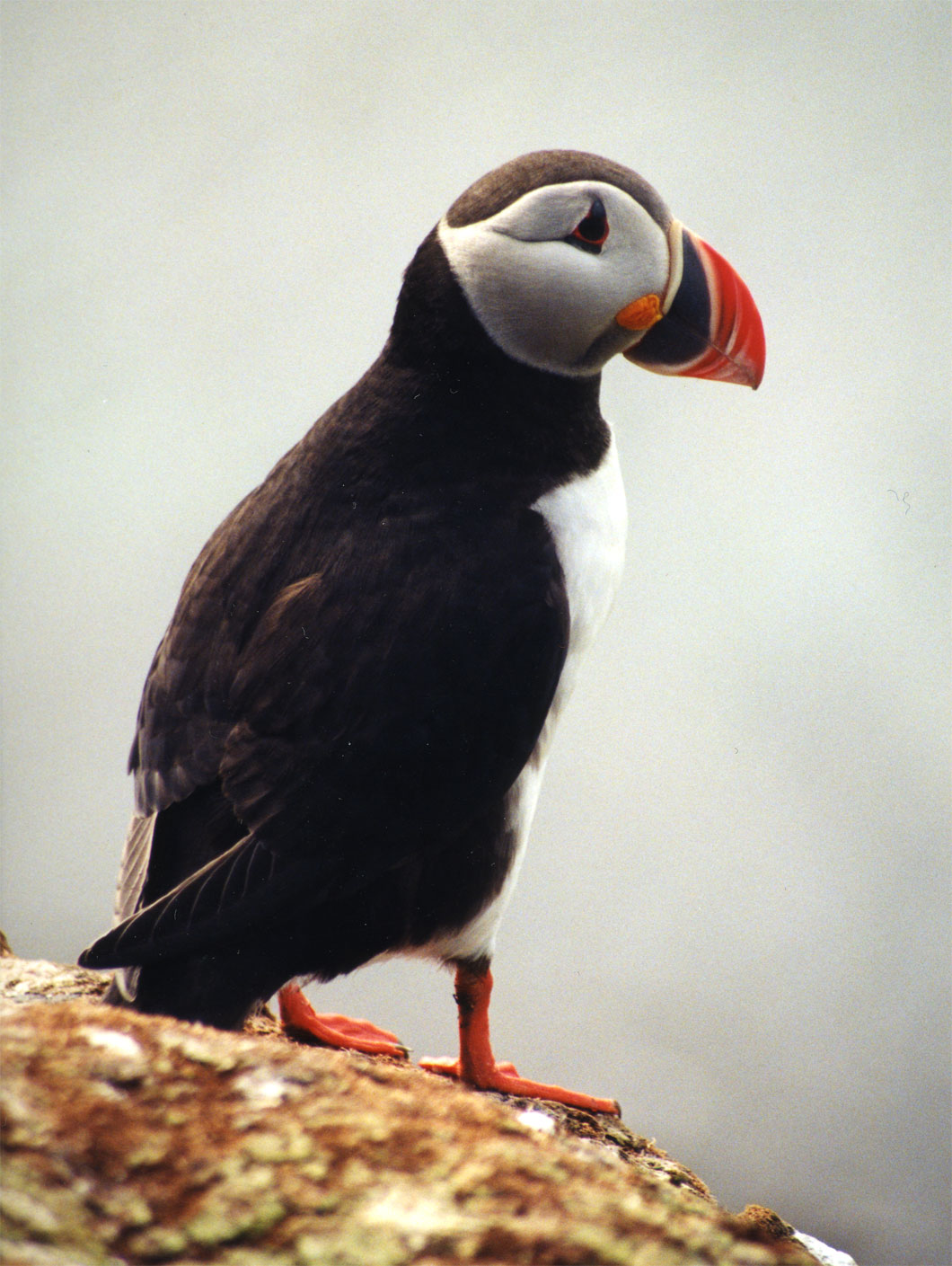
Macareux moine.
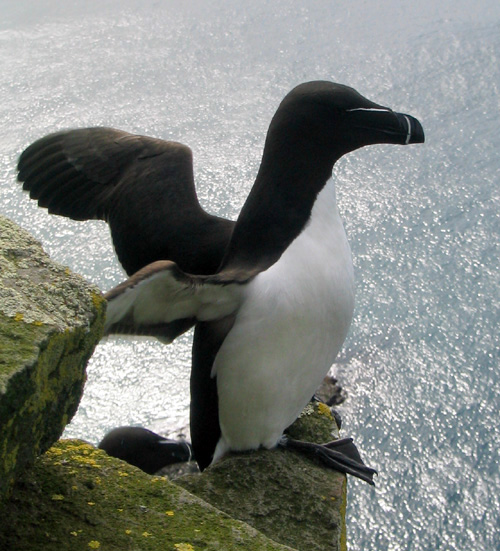
Petit Pingouin.
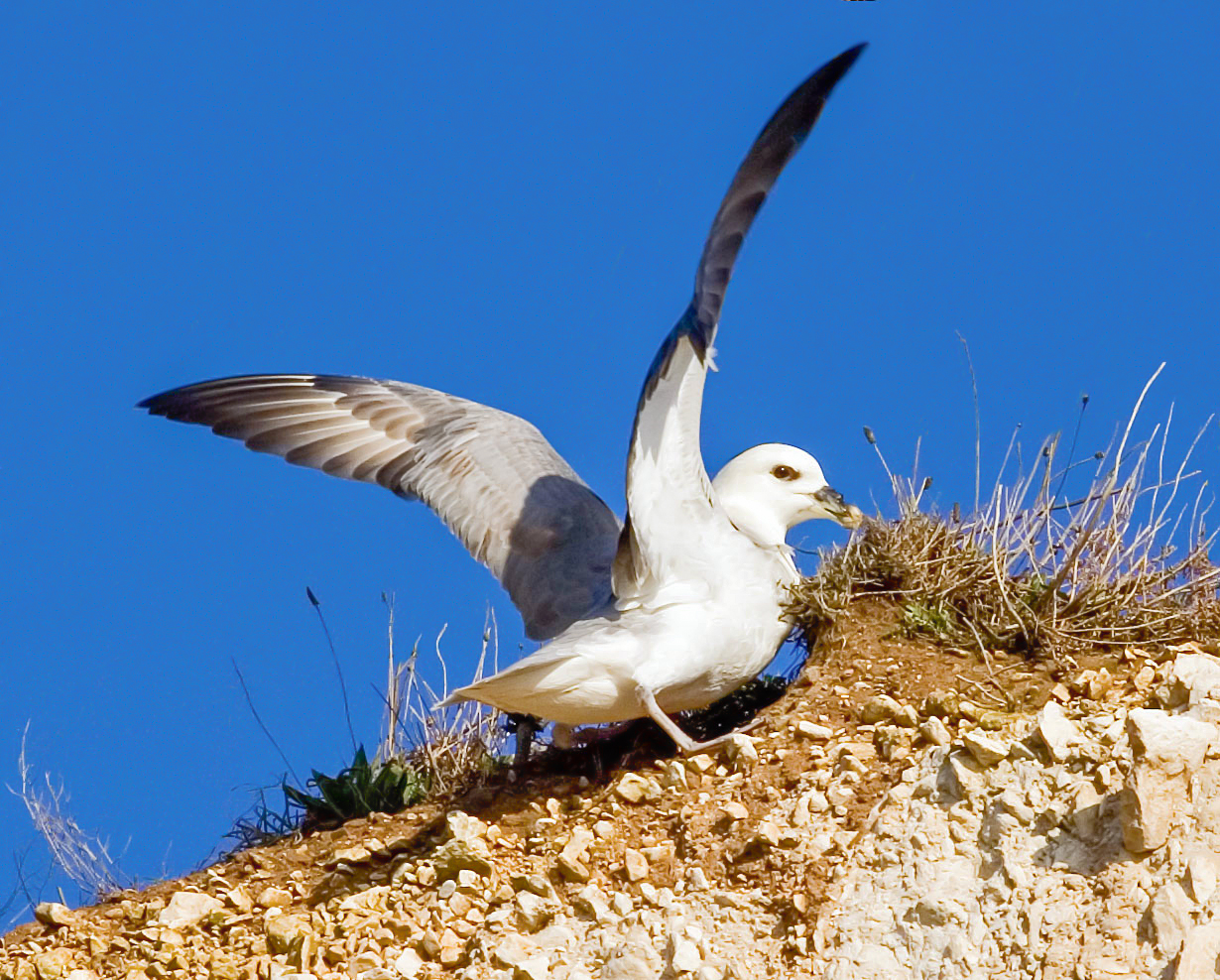
Fulmar boreal.
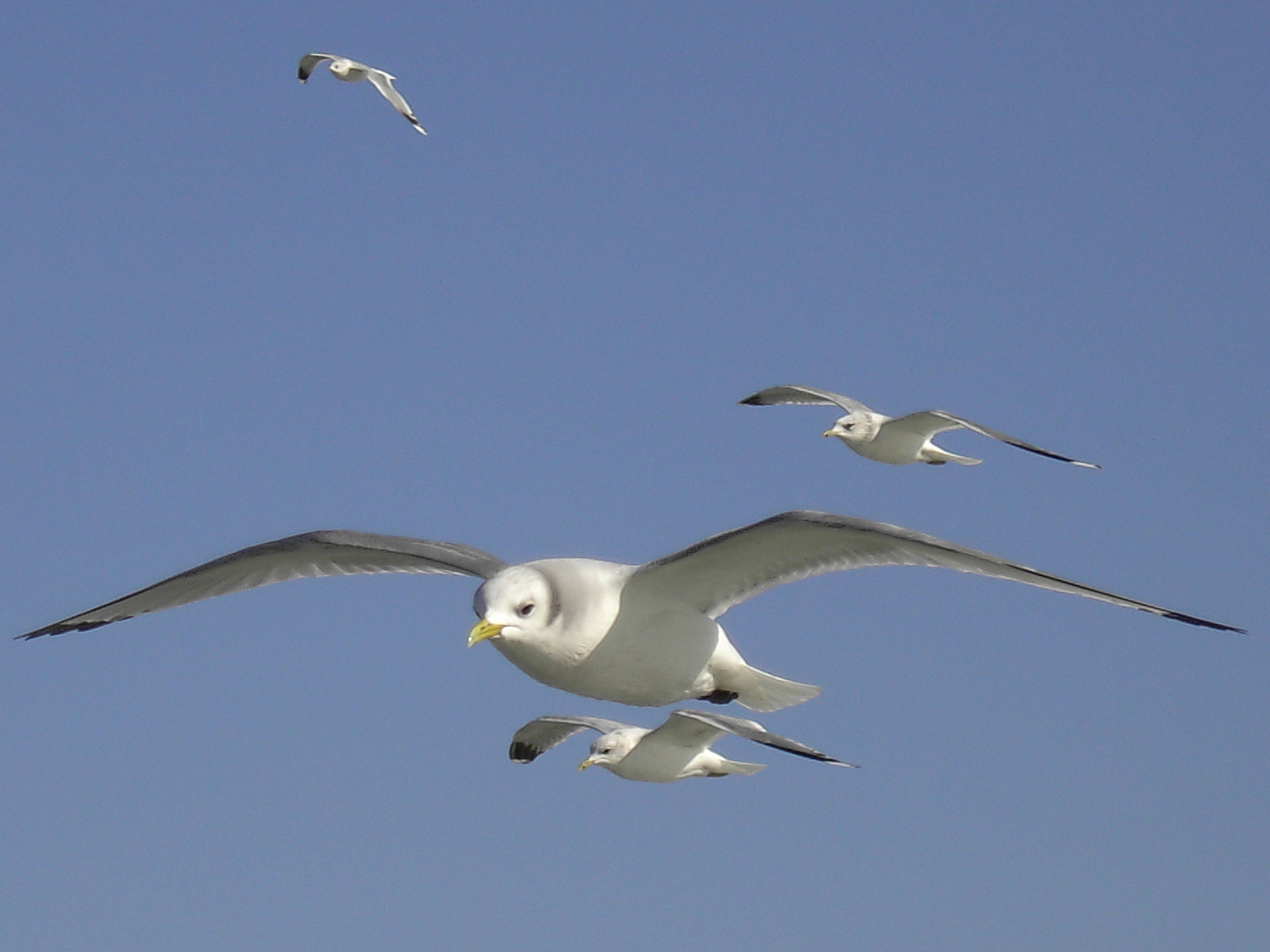
Mouette tridactyle en vol.
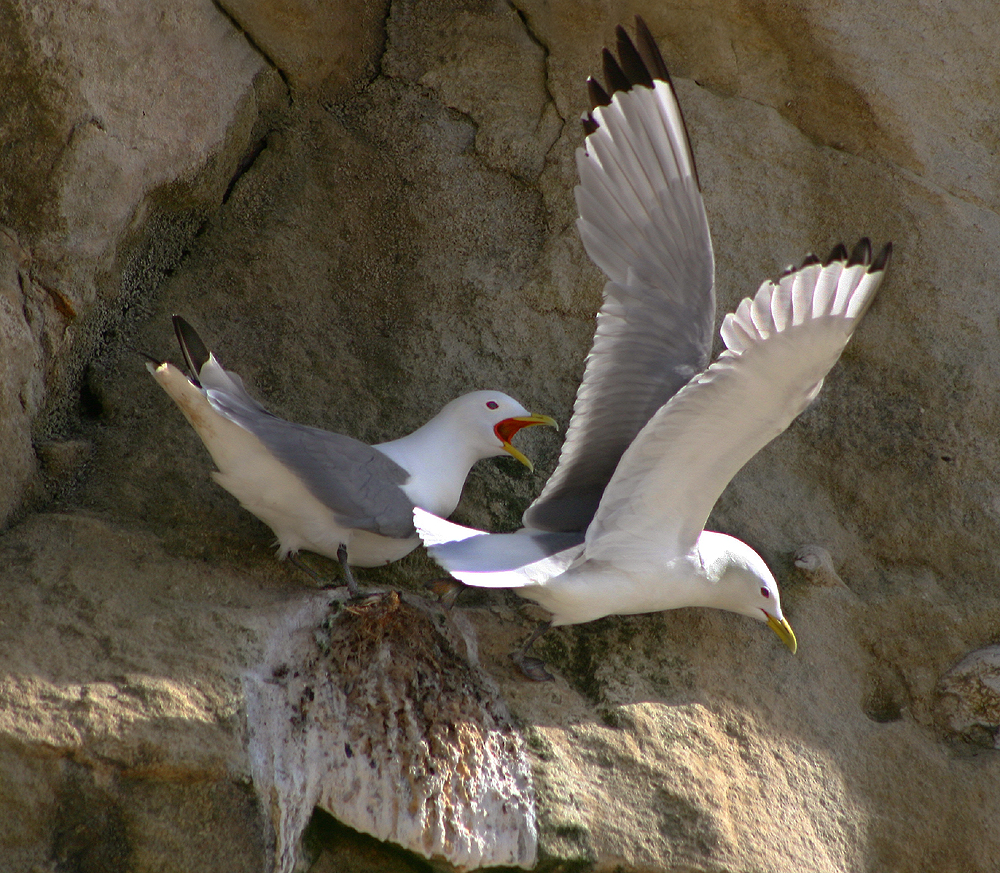
Mouette tridactyle au nid.
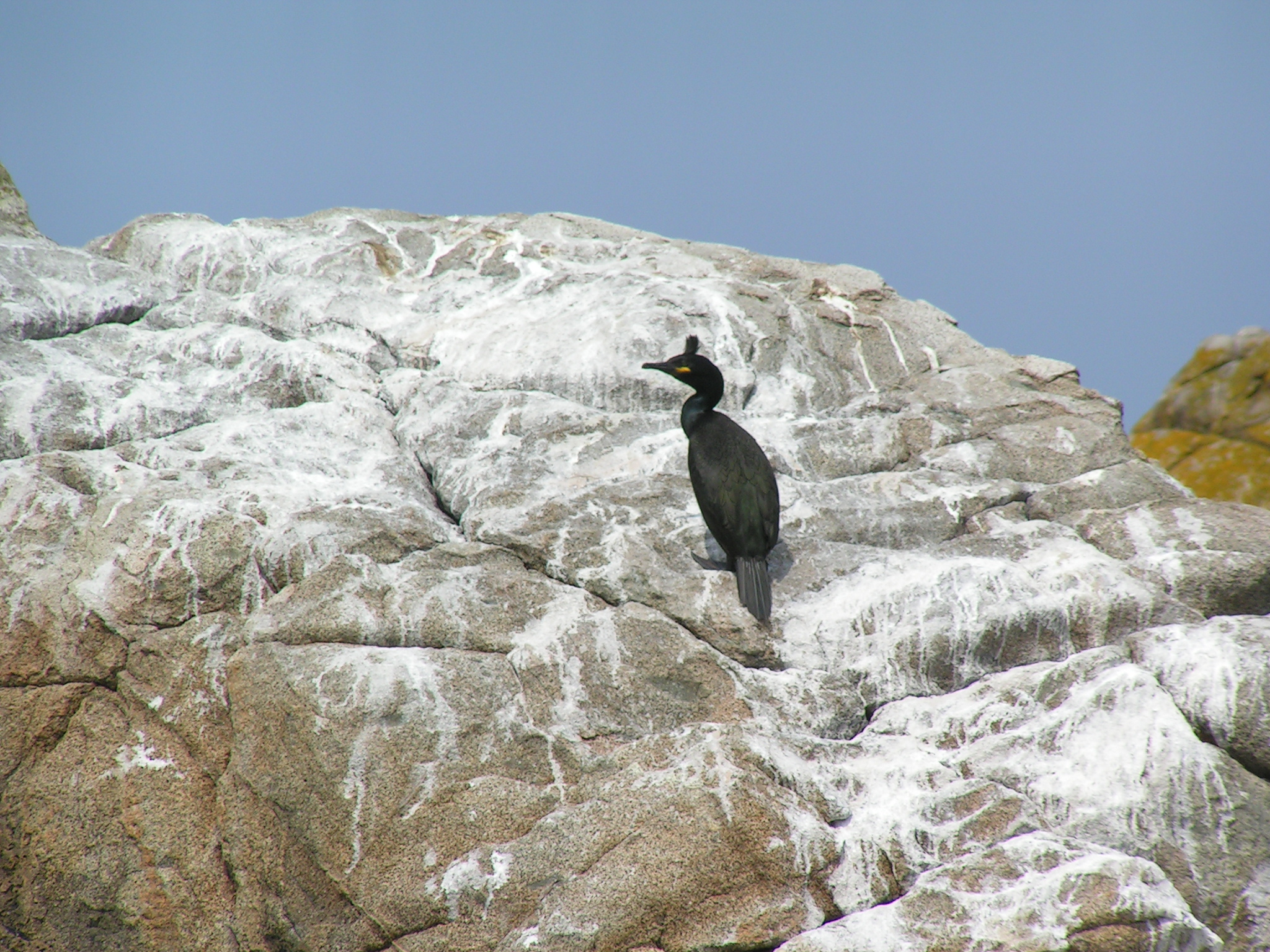
Cormoran huppé.
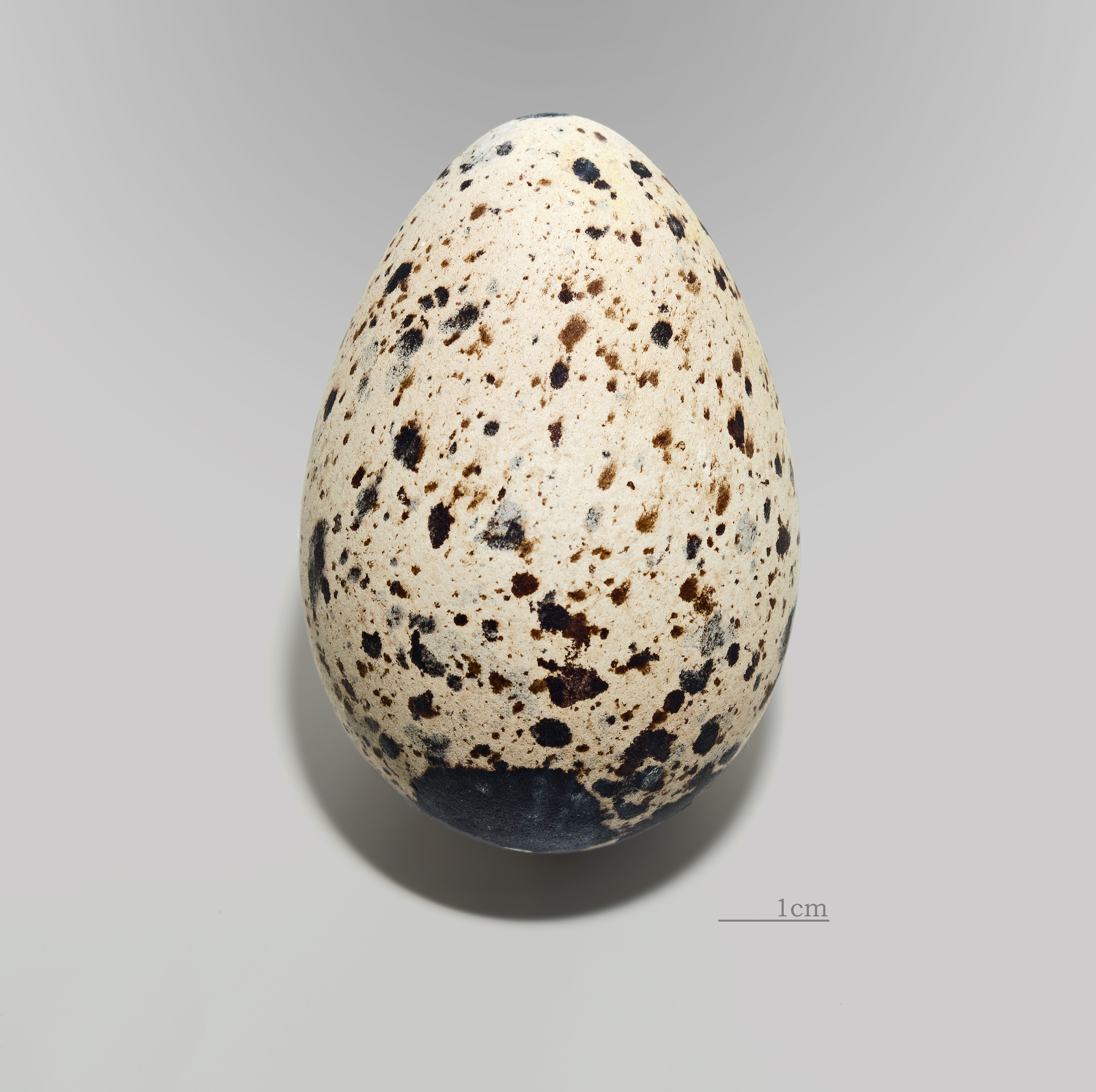
Œuf de Petit Pingouin.
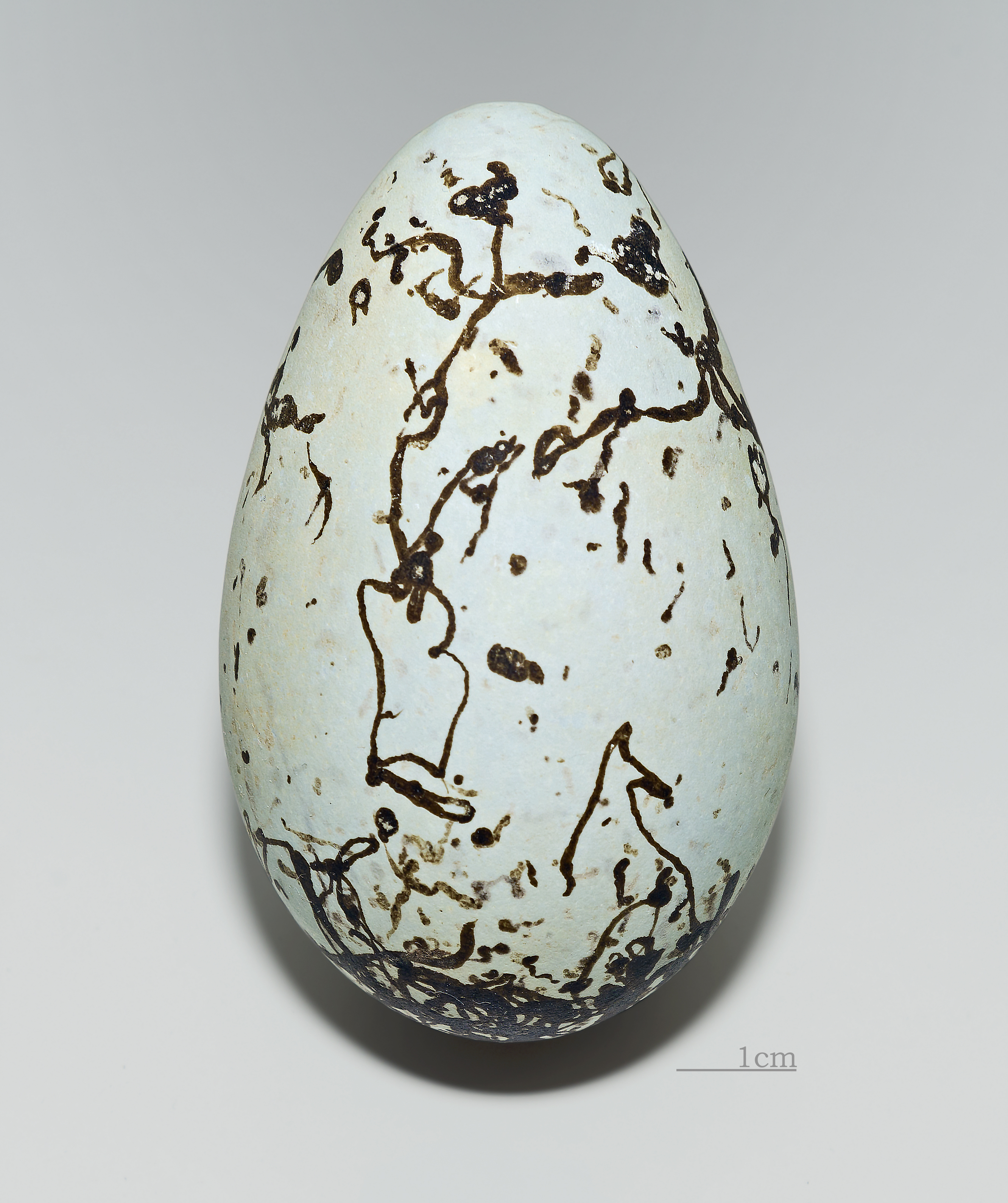
Œuf de Guillemot de Troïl.

## Intérêt touristique et pédagogique
L'archipel des Sept-Îles est accessible toute l'année, au départ de Perros-Guirec. La Ligue pour la protection des oiseaux, la société Armor Navigation et le bateau Sant C'hireg proposent différentes visites de l'archipel.
Sur l'île principale se trouvent quatre bâtiments : le phare, le fort, la caserne et la poudrière. Des travaux viennent[Quand ?] d'avoir lieu dans le fort pour lui permettre d'être ouvert au public. Ces travaux ont été commandés par le Conservatoire du littoral.

## Administration, plan de gestion, règlement
La réserve naturelle est administrée depuis 1912 par la Ligue pour la protection des oiseaux (LPO) avec l'accord de l'Office français de la biodiversité. La LPO gère aussi la station ornithologique de l’Île-Grande où elle propose expositions, liaisons vidéo avec la réserve, et visites guidées en bateau depuis Perros-Guirec.
Le 26 mai 1993, le Conservatoire du littoral devient propriétaire de l'île aux Moines, principal lieu d'implantation des colonies d'oiseaux.

### Outils et statut juridique
La réserve naturelle a été créée par l'arrêté ministériel du 18 octobre 1976.
Le réseau Natura 2000 est aussi présent sur ce site  classé comme Zone de protection spéciale (ZPS) - (FR5310011) en septembre 1996.

### Agrandissement de la réserve
L'extension de la réserve naturelle a eu lieu par décret du 19 juillet 2023. La zone de réserve passe de 280 à 19 700 hectares afin d'englober de nombreux habitats naturels sensibles et de protéger les espèces menacées de la faune (fous de Bassan, phoques gris, etc.) et de la flore (maërl, herbiers de zostères, laminaires, etc.) et créer une « zone de quiétude », où toute activité humaine est interdite entre le 1er avril et le 31 août, de 130 ha pour les Fous de Bassan en intégrant l'île Tomé et le plateau des Triagoz.
Cette réserve naturelle marine est désormais la 2e zone naturelle maritime de France métropolitaine en superficie après le parc naturel marin du cap Corse et de l'Agriate.